# Oxyanthus gracilis
Oxyanthus gracilis är en måreväxtart som beskrevs av William Philip Hiern. Oxyanthus gracilis ingår i släktet Oxyanthus och familjen måreväxter. Inga underarter finns listade i Catalogue of Life.